# Calumpit
Calumpit è una municipalità di prima classe delle Filippine, situata nella Provincia di Bulacan, nella Regione del Luzon Centrale.
Calumpit è formata da 29 baranggay:
- Balite
- Balungao
- Buguion
- Bulusan
- Calizon
- Calumpang
- Caniogan
- Corazon
- Frances
- Gatbuca
- Gugo
- Iba Este
- Iba O'Este
- Longos
- Meysulao

- Meyto
- Palimbang
- Panducot
- Pio Cruzcosa
- Poblacion
- Pungo
- San Jose
- San Marcos
- San Miguel
- Santa Lucia
- Santo Niño
- Sapang Bayan
- Sergio Bayan
- Sucol